# Filtre Chamberland
Un Filtre de Chamberland, també conegut com a filtre de Chamberland i de Pasteur–, és un filtre d'aigua i porcellana va ser inventat per Charles Chamberland l'any 1884. Segueix els principis del filtre de Berkefeld.

## Disseny

Diagrama esquemàtic del filtre de Chamberland

Aquest filtre consta d'un tub de porcellana no vidrada que conté un anell de porcellana esmaltada. La filtració ocorre de manera forçada per la pressió aplicada

### Tipus
N'hi ha 13 tipus en general: del L1 al L13. Els filtres L1 tenen la mida del porus més gruixuda mentre que els L13 tenen la més fina.

### Ús
És un bon filtre per a bacteris. No pot filtrar partícules molt petites com són els virus o els micoplasma. Es fa servir per a treure organismes d'un cultiu i obtenir toxina bacteriana.